# Oden (1764)
Oden var en hemmema, en typ av skärgårdsfregatt, som byggdes 1764 på Djurgårdsvarvet i Stockholm och var konstruerad av Fredrik Henrik af Chapman. Den tillhörde skärgårdsflottan och deltog i Gustav III:s ryska krig 1788-1790.

## Historik
Oden förlorades vid det första slaget vid Svensksund den 24 augusti 1789. Fartyget återtogs vid det andra slaget vid Svensksund den 9 juli 1790 men förlorades åter till ryssarna i samband med Sveaborgs kapitulation den 3 maj 1808.

## Fartygschefer
- 1788 - Nils Abraham Bruncrona
- 1789 - Måns von Rosenstein